# Musica Alta Ripa
Musica Alta Ripa ist ein deutsches Musikensemble aus dem Bereich der Alten Musik.

## Beschreibung
Die Formation wurde 1984 gegründet. Mitglieder sind Danya Segal, Blockflöte,  Anne Röhrig und Ursula Bundies (Violine), Albert Brüggen (Cello) sowie  Bernward Lohr (Cembalo). Auftritte erfolgten u. a. beim Bachfest in Leipzig, beim Flandern-Festival in Brügge, bei den Tagen Alter Musik  in Herne sowie bei der Internationalen Sommerakademie für Alte Musik der Stiftung Casa de Mateus in Portugal und den Internationalen Händel-Festspielen Göttingen. Das Ensemble konzertierte in Mailand, London, Bogotá, im Nahen Osten und Südostasien. 
Seine mehr als 20 Tonträgerproduktionen wurden zum Teil mit den Preisen  Diapason d’or, ECHO Klassik (2013) und Cannes Classical Award ausgezeichnet. 2002 erhielt das Ensemble den Musikpreis Niedersachsen.

## Anmerkung und Einzelnachweise
1. ↑  Der Name „Alte Ripa“, auf Deutsch „Hohes Ufer“ weist auf die  Stadt Hannover, deren Name sich aus „Honovere“ entwickelt hat.
2. ↑  echoklassik.de – Preisträger 2013 (Memento vom 17. Juni 2014 im Internet Archive) abgerufen am 8. Oktober 2013